# Lise Höstrup

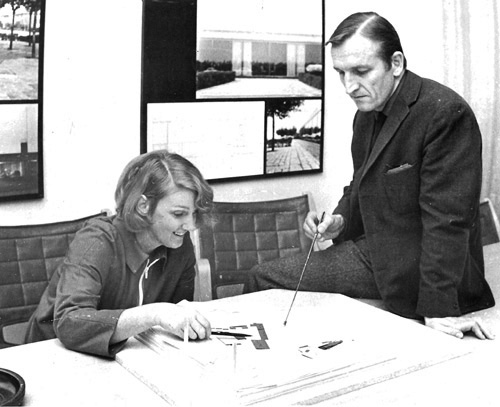
Lisa och Hugo Höstrup 1969

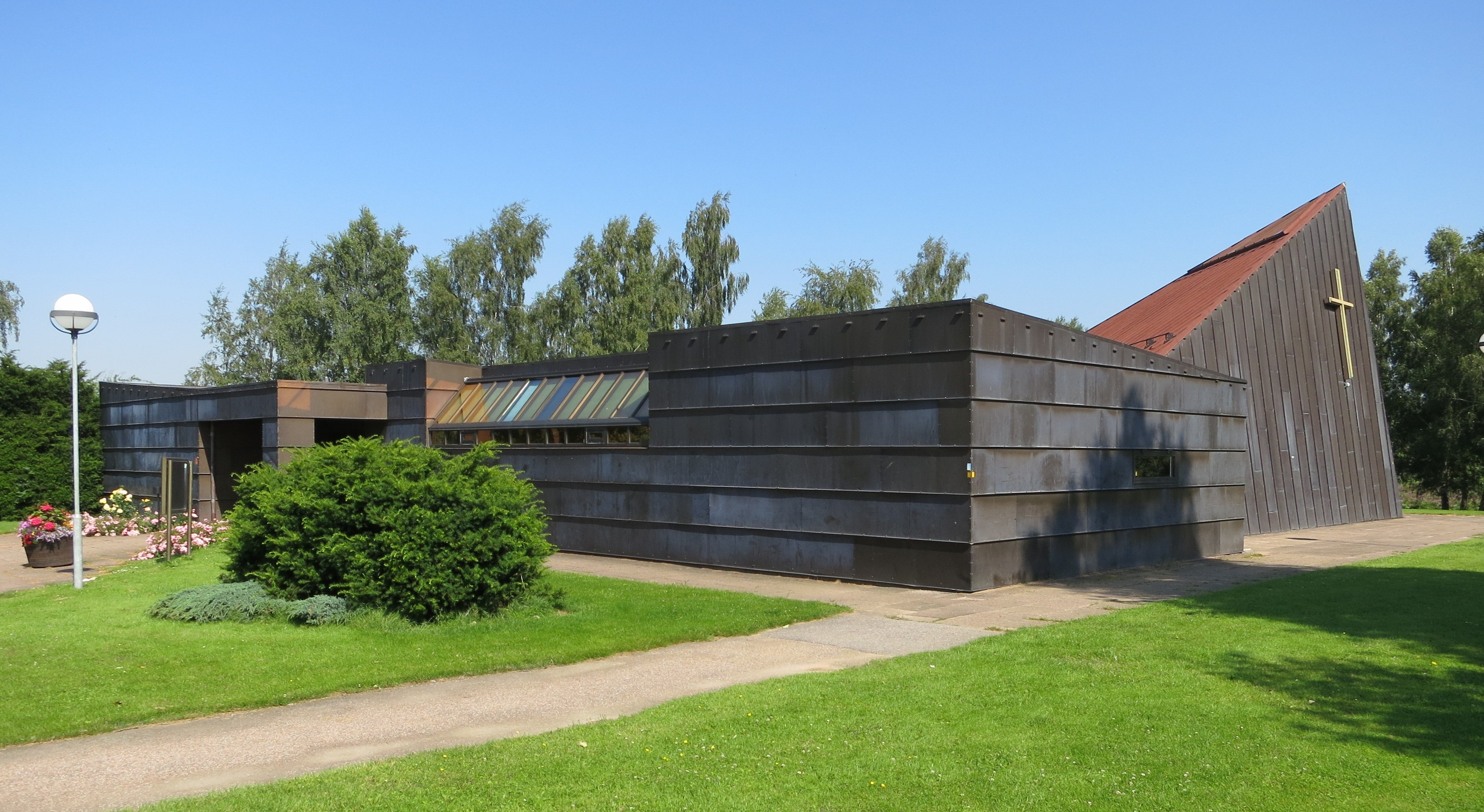
Vallås kyrka i Halmstad

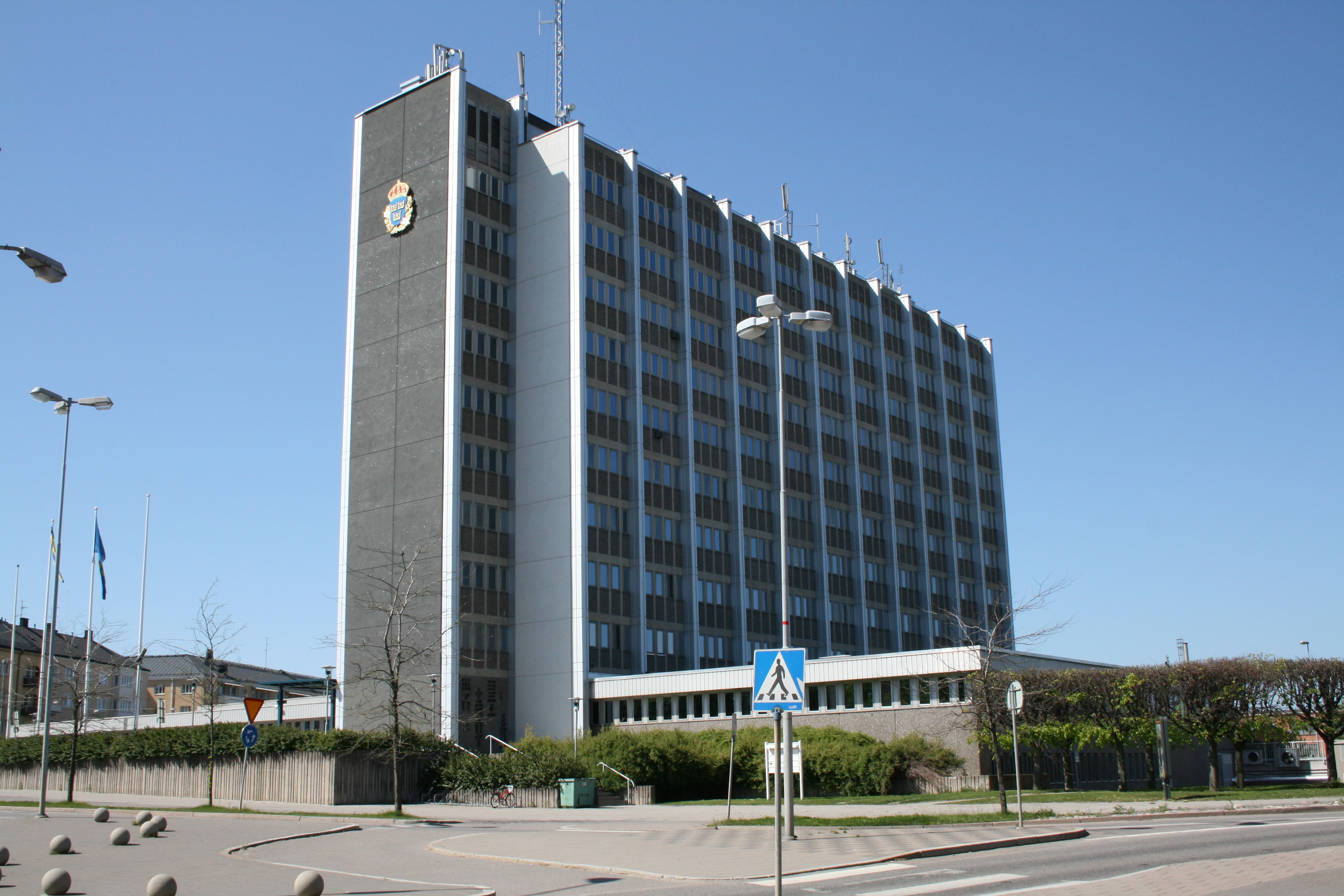
Polishuset i Norrköping

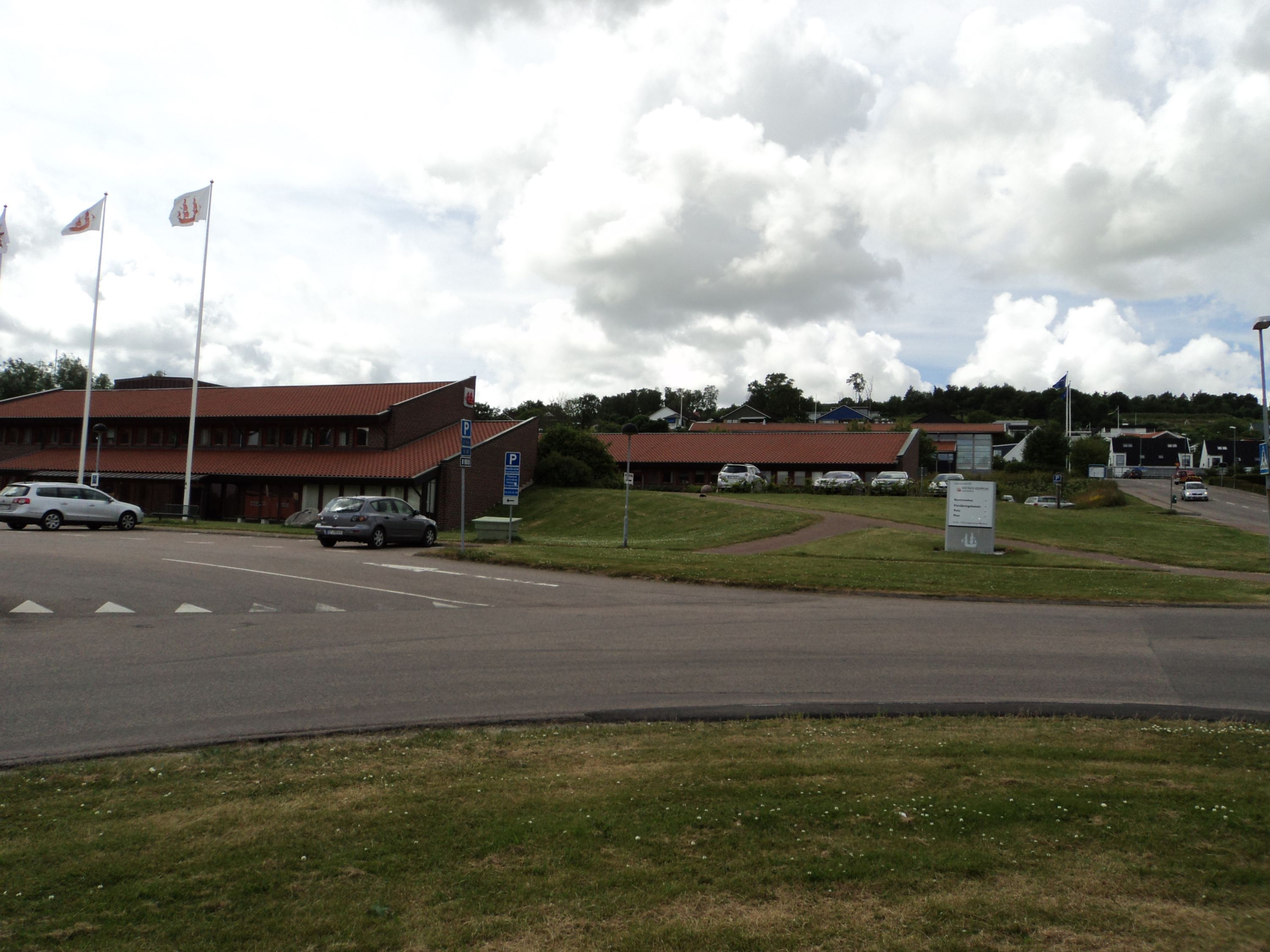
Kommunhuset i Båstad

Lise Roel Höstrup, född 3 juli 1928 i Randers, död 12 maj 2017 (utvandrad), var en dansk-svensk arkitekt.
Lise Höstrup var dotter till grosshandlaren Sofus Roel Johansen och Ulla Hansen. Hon gifte sig 1954 med Hugo Höstrup och arbetade som arkitekt i ett team med honom. 
Lise Höstrup tog arkitektexamen 1954 på Konstakademin i Köpenhamn. Efter praktik i Rom tillsammans med sin make, samt en tids delägarskap i en arkitektfirma i Halmstad från 1957, etablerade de 1960 ett eget kontor i Halmstad. Detta var verksamt fram till 1981, då paret flyttade till södra Frankrike. 
Paret Höstrup ritade i första hand offentliga byggnader som skolor, kyrkor, polishus och servicehus. De vann ett tjugotal arkitekttävlingar. Deras verk har utställts på Charlottenborg och Louisiana i Danmark samt på Arkitekturmuseet i Stockholm. Paret Höstrup arbetade med, och var nära vänner med, möbeldesign- och arkitektparet Poul (1929–1980) och Hanne Kjærholm (1930–2009).

## Verk i urval
- Polishuset i Halmstad, 1960
- Posthuset i Halmstad, 1960
- Malcus kontorshus, Halmstad, 1961
- Polishuset i Norrköping, 1965
- Polishuset i Borås, 1965
- Hallandia hotel, Halmstad, 1968
- Sannarpsgymnasiet, Halmstad, 1969
- Vallås kyrka, Halmstad, 1974
- Polishuset i Kalmar, 1965
- Kommunhus i Båstad, 1979
- Kattegatts yrkesgymnasium, Halmstad, 1981